# Tieftemperaturphysik
Die Tieftemperaturphysik ist ein Teilgebiet der Physik, das sich mit Vorgängen in kalter Materie befasst. Der betrachtete Temperaturbereich liegt in der Nähe des absoluten Nullpunkts der Temperaturskala, d. h. nahe an 0 Kelvin (−273,15 Grad Celsius). Es gibt keine genau definierte Temperatur, ab der man von Tieftemperaturphysik spricht. Experimente sind jedoch meist mit der Verwendung von Kryoflüssigkeiten wie flüssigem Stickstoff (Siedepunkt: 77,4 K) oder flüssigem Helium (Siedepunkt: 4,21 K) verknüpft. Unter 1 K spricht man oft von ultratiefen Temperaturen.

## Geschichte
Mit dem Erreichen immer tieferer Temperaturen waren oft grundlegende Entdeckungen verknüpft (z. B. die der Supraleitung). Als Begründer der modernen Tieftemperaturphysik gilt Heike Kamerlingh Onnes, dem 1908 in Leiden erstmals die Verflüssigung von Helium gelang. 2017 gelang es Schweizer Physikern, einen Chip auf weniger als 3 mK über eine Zeit von sieben Stunden abzukühlen.

## Methoden zum Erreichen tiefer Temperaturen
- Kühlkreislauf nach Carl von Linde, siehe Gegenstromprinzip (Verfahrenstechnik)
- Gasverflüssigung nach Carl von Linde, siehe Joule-Thomson-Effekt
- Gaskreislaufkühlung
- Verdampfungskühlung
Temperaturbereich: Einige 100 Millikelvin.
- Kühlung mit Hilfe des Pomeranchuk-Effekts
Temperaturbereich: Wenige Millikelvin.
- 3He-4He-Entmischungskühlung
Temperaturbereich: Wenige Millikelvin.
- Magnetische Kühlung
Temperaturbereich: Wenige Millikelvin bis hinab zu einigen Mikrokelvin (μK).
- Laserkühlung, Sisyphuskühlung
- Evaporative Kühlung

## Vorgänge bei tiefen Temperaturen
- Supraleitung
Viele Stoffe verlieren bei tiefen Temperaturen ihren elektrischen Widerstand.
- Suprafluidität
3He und 4He können bei ausreichend tiefen Temperaturen reibungsfrei fließen.
- Bose-Einstein-Kondensation

## Messung tiefer Temperaturen
Es ist bislang keine Methode bekannt, mit der die thermodynamische Größe der Temperatur direkt gemessen werden kann. Zur Bestimmung von tiefen Temperaturen werden deshalb vor allem der Dampfdruck von verflüssigten Gasen (He, H2, N2 etc.) herangezogen. Dies geschieht bei der derzeit gültigen Temperaturskala ITS-90, die den Bereich 0,65 bis 1350 K abdeckt. Für noch tiefere Temperaturen gibt es die provisorische PLTS-2000-Skala, welche bis zu 0,9 mK hinab, der Néel-Temperatur in festem 3He, reicht.
Zur Messung der Temperatur können, je nach Messbereich und experimentellen Möglichkeiten, unterschiedliche Primärthermometer oder Sekundärthermometer eingesetzt werden.